# クノール (食品ブランド)
クノール（Knorr, ドイツ語発音: [knɔʁ]（クノル）, 英語発音: [nɔːr]）は、ドイツの食品・飲料ブランド。2000年にユニリーバがBest Foodsを買収して以来、ユニリーバが所有しており、製造している。日本では味の素の子会社である味の素食品（旧クノール食品）がライセンス生産を行い、味の素が販売を行っている。

## 歴史

### 発祥

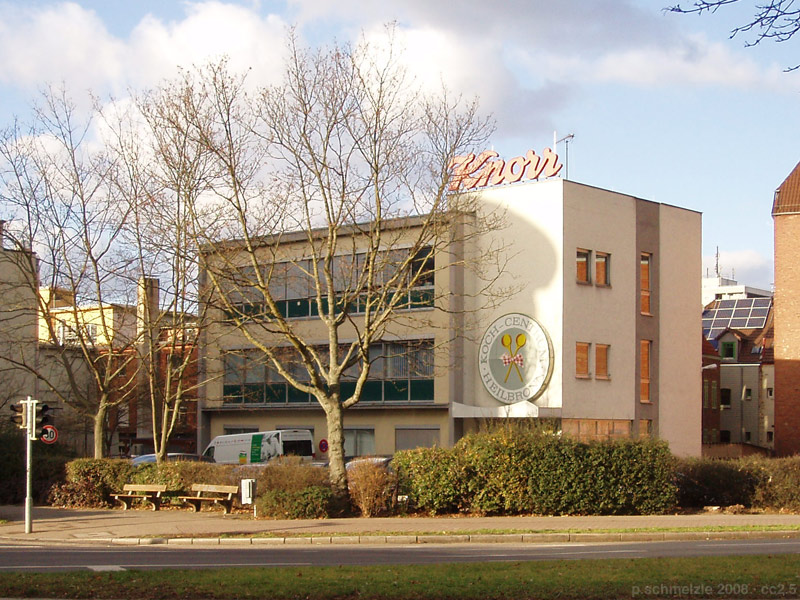
クノールのビル、ハイルブロン

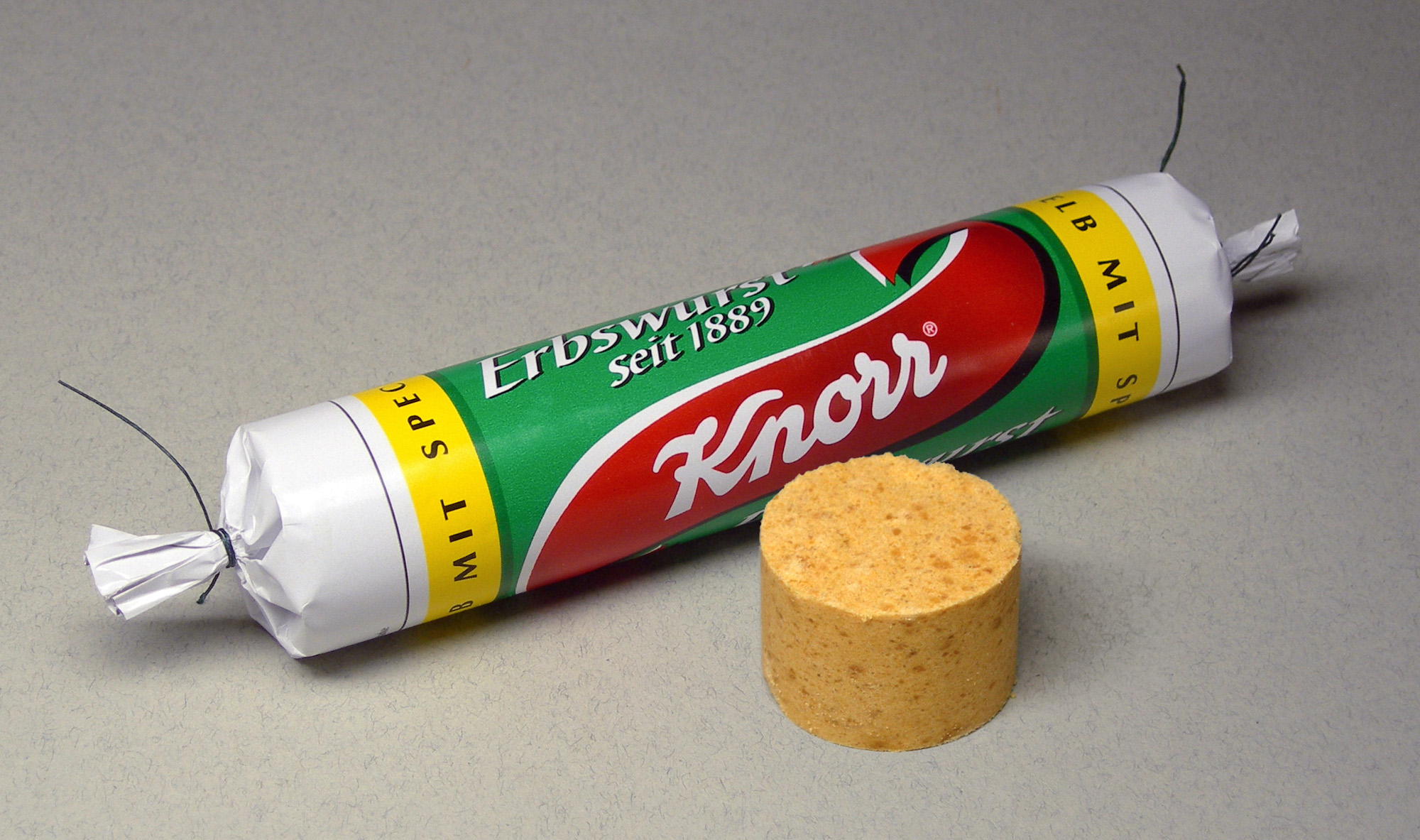
クノールのエンドウマメスープ（紙巻きパッケージ）

1838年、ドイツ人企業家のカール・ハインリッヒ・クノール（Carl Heinrich Theodor Knorr）がドイツ南西部のハイルブロンで創業。その後1907年に工場をスイスのタインゲン（Thayngen）に移し、世界初の乾燥スープを生産した。当時のパッケージは円筒形の紙巻きで、クノールのロゴはこのパッケージを図案化している。ヨーロッパでは今もほぼ同じパッケージで売られている。
1948年、赤い服と帽子に身を包んだクノールのキャラクター「クノーリ」が広告に初めて登場。スイスのデザイナー、ハンス・トマミヒェル（Hans Tomamichel）が“親切な山の精”をモチーフにデザインした。

### 買収
クノール社はその後、1958年にコーン・プロダクツ・インターナショナル（CPCインターナショナル）に吸収合併され、クノールは同社の主力商品となった。CPCは1998年にベストフーズに社名変更。
しかし、ベストフーズは経営悪化し、多大な債務を負った。2000年にユニリーバに買収され、ユニリーバ・ベストフーズに社名変更した。この買収によりユニリーバは、食品会社としては世界第3位から第1位となった。

## 各国での展開

### 日本
日本では、味の素の子会社日本コンソメが、1963年にCPCの出資により合弁化し日本食品工業となった。翌1964年に「クノールスープ」を発売。1965年にクノール食品に社名変更。
1987年に味の素はクノール食品を100%子会社化すると同時に、東南アジア6ヶ国のCPC子会社7社を50%合弁化した。その後もCPCとの提携は続いたが、合弁会社の株はベストフーズ買収の際にユニリーバに売却されている。
2021年に味の素株式会社・味の素パッケージング・クノール食品株式会社の3社が統合され、味の素食品株式会社となった。
また、これ以外の主な提携企業として三菱商事（グループ企業に日本食品化工を持つ）等がある。

### その他の国
オランダでは、クナッスヴォルシェス（ホットドッグ用ソーセージ）のブランドとしても知られる。

## 発音
発祥のドイツ語の発音は[knɔr]（クノル）で、日本はこれに準じている。英語には[kn]という発音は存在せず、knの綴りは単に[n]と読む語が多いため、Knorrを[nɔɚ]（ノア、ノー）と読む人もいるが、CMなどではkのあとに母音を挿入して[kənɔɚ]（クノア、クノー）と読んでいる。